# Yamaha Virago 1100
La Yamaha Virago XV1100 es una motocicleta tipo crucero fabricada por Yamaha Motor Corporation. Fue una entre varias de la línea Virago y era la más grande de la línea, con un desplazamiento de 1063 cc.
Era única en cuanto que era una de las pocas cruceras disponibles con transmisión a eje y cardán en lugar de cadena o banda así como tener un motor V2 de ese tamaño. Se caracterizaba por estar altamente cromada.

## Historia
La línea de motocicletas Virago nació en 1981 con la XV750. En 1982 la 920 fue introducida junto con la 750. La 920 fue rediseñada en 1984 y el motor aumentó hasta  1,000 cc. En 1986 el motor se aumentó hasta 1,063 cc, que resultó en el cambio de nombre a la XV1100.
Este modelo fue descontinuado en el 2000 cuando la línea de motocicletas "Star" sustituyó la línea "Virago" de Yamaha. La DragStar 1100 es considerada la sucesora de la Virago  XV1100.

## Problemas con el motor de arranque
De acuerdo con la revista Motorcyclist, las primeras Virago tenían un defecto en los motores de arranque.  La revista señala que los modelos 1982 t 1983 tenían el defecto, sin embargo los motores defectuosos fueron instalados en la XV700, la cual se produjo hasta 1988, y en la XV920. La XV1000 tuvo un motor de arranque corregido. Asimismo la XV1100 y la XV750 (de 1989 en adelante) no presentan el problema del motor de arranque de los modelos iniciales.
La revista "Motorcyclist"  sugirió una solución, así que distintas fuentes han sugerido algunas soluciones, aunque ninguna de ellas por sí misma ha sido una solución definitiva al problema, pero cada una mejora el desempeño del sistema de arranque.